# Vivien Lyra Blair
Vivien Lyra Blair (* 4. Juni 2012) ist eine US-amerikanische Kinderdarstellerin. Einem internationalen Publikum wurde sie durch ihre Darstellung der jungen Prinzessin Leia in der Star-Wars-Serie Obi-Wan Kenobi (2022) bekannt.

## Leben
Blair debütierte 2017 in der Komödie Band Aid. 2018 spielte sie eine Nebenrolle in der sechsteiligen Miniserie Waco und wurde durch ihre Rolle als Sandra Bullocks Filmtochter in dem Science-Fiction-Drama Bird Box (2018) einer größeren Masse bekannt. 2022 war sie in der sechsteiligen Star-Wars-Miniserie Obi-Wan Kenobi zu sehen, wo sie an der Seite von Ewan McGregor als 10-jährige Leia Organa eine der Hauptrollen verkörperte.

## Filmografie
- 2017: Band Aid
- 2018: Waco (Miniserie)
- 2018: Bird Box – Schließe deine Augen (Bird Box)
- 2019: The Play Date (Fernsehfilm)
- 2019: Station 19 (Fernsehserie, 1 Folge)
- 2020: Indebted (Fernsehserie, 3 Folgen)
- 2020: We Can Be Heroes
- 2021: Goodnight Darling (Kurzfilm)
- 2021: Mr. Corman (Fernsehserie, 2 Folgen)
- 2022: The First Lady (Fernsehserie, 1 Folge)
- 2022: Heritage Day (Kurzfilm)
- 2022: Obi-Wan Kenobi (Miniserie)
- 2022: Dear Zoe
- 2023: The Boogeyman
- 2023: Eine verhängnisvolle Affäre (Fatal Attraction, Miniserie, 7 Folgen)